# James Clinton Neill
James Clinton Neill (c. 1790 - 1845) foi um militar e político norte-americano, mais conhecido por seu papel na Revolução do Texas e da defesa inicial do Álamo. Ele nasceu na Carolina do Norte.